# Pompiac
Pompiac è un comune francese di 187 abitanti situato nel dipartimento del Gers nella regione dell'Occitania.
Il territorio comunale è bagnato dalle acque del fiume Save.

## Società

### Evoluzione demografica
Abitanti censiti